# Thomas Coutrot
Pour les articles homonymes, voir Coutrot.
Thomas Coutrot est un économiste et un statisticien français né en 1956. Chef du département « conditions de travail et santé » à la Direction de l'animation de la recherche, des études et des statistiques au ministère du Travail et de l'Emploi, il est membre de l'association Les Économistes atterrés.
Militant altermondialiste, il a été coprésident de l'association Attac France de décembre 2009 à juin 2016, et membre de son conseil scientifique.

## Parcours
Diplômé de l’ENSAE-Institut polytechnique de Paris, il a commencé en 1982 sa carrière au Centre d’étude des revenus et des coûts (CERC). De 1988 à 1990, il a été professeur à l’université de Brasilia.
À son retour en France, il a été engagé à la DARES où il a pris la direction du département « conditions de travail et relations professionnelles » (depuis 2003 département « conditions de travail et santé »). En 1997, il soutient à l'université Paris I une thèse en sciences économiques basée dans sa partie empirique sur les données de l'enquête REPONSE (Relations professionnelles et négociations d'entreprise) qu'il a conçue pour la DARES. Il conduit des enquêtes statistiques et étudie les innovations en matière d’organisation du travail et de gestion des ressources humaines et, plus récemment, dans le domaine de la santé au travail. Auteur de L’Entreprise néo-libérale, nouvelle utopie capitaliste ? (1998), de Critique de l'organisation du travail (2000, réédité en 2002)s de Démocratie contre capitalisme (2005), il oriente ses recherches sur la « responsabilité sociale des entreprises » et, plus généralement, sur le thème de « la démocratie économique ».

## Engagement militant
Membre de la Ligue communiste révolutionnaire (LCR) de 1974 à 1988, Thomas Coutrot n'a depuis lors plus adhéré à une organisation politique. De 1996 à 1998, il a contribué au lancement et à l'animation de « l'Appel des économistes pour sortir de la pensée unique » et au Réseau d’alerte sur les inégalités (RAI), il a contribué à la création de son Baromètre de la pauvreté et des inégalités en France, le BIP 40 (contraction de l'inverse du sigle PIB et du CAC 40). Avec Pierre Concialdi, il a joué un rôle essentiel dans le lancement puis dans l'actualisation du collectif ACDC (les Autres Chiffres du Chômage), lequel a diffusé régulièrement lors de la campagne présidentielle française de 2007 des données et des analyses alternatives à celles publiés par l'ANPE et le gouvernement.
Thomas Coutrot est membre depuis 1998 du conseil scientifique de l'association altermondialiste Attac. À ce titre il a joué un rôle essentiel dans la rédaction de plusieurs des livres de vulgarisation d'Attac : Avenue du plein emploi (2003), en collaboration avec Michel Husson, Travailleurs précaires unissez-vous (2004), en collaboration avec Patrice Cuperty, et un livre sur le commerce équitable, Produire, vendre et consommer autrement.
Après la fraude aux élections pour le renouvellement du conseil d'administration d'Attac en juin 2006, ses messages sur Internet soulignant la responsabilité de la direction ont amené Bernard Cassen et Jacques Nikonoff à déposer plainte contre lui « pour diffamation » et à demander chacun 20 000 € de dommages et intérêts[réf. nécessaire]. Ils ont depuis retiré leur plainte.[réf. nécessaire]
En décembre 2009, il est élu au conseil d'administration de l'Attac. Il est ensuite élu par le CA coprésident aux côtés d'Aurélie Trouvé.
Fin 2010, il participe à la rédaction du livre Manifeste d'économistes atterrés et à sa promotion dans les médias.
En juin 2017, il cosigne avec une vingtaine d'intellectuels une tribune de soutien à Houria Bouteldja dans le journal Le Monde, soutenant notamment que « ce qui est visé à travers la violence des attaques qui la ciblent, c’est l’antiracisme politique dans son ensemble, c’est-à-dire toute tentative de s’organiser et de lutter pour en finir avec l’oppression ». Le texte est décrit par Jack Dion de Marianne comme étant « ahurissant d’allégeance à une dame qui a exposé son racisme au vu et au su de tous ».
En 2018, il publie Libérer le travail, puis crée en 2019 (avec Alexis Cukier et Julien Lusson) les Ateliers Travail et Démocratie, avec l'intention favoriser la réflexion et l'échange d'expériences sur la liberté au travail et sa conquête[réf. nécessaire].
En mai 2022, il rejoint le parlement de la Nupes.

## Publications
- 2018 : Libérer le travail. Pourquoi la gauche s'en moque et pourquoi cela doit changer. Ed. du Seuil. 301 p. (ISBN 978-2-02-139037-7)
- 2015 : Europe, l'expérience grecque : le débat stratégique, (avec Étienne Balibar, Frédéric Boccara, Alexis Cukier, Cédric Durand, Michel Husson, Pierre Khalfa, Sandro Mezzadra, Catherine Samary et Frieder Otto Wolf), Éd. du Croquant, 231 p.  (ISBN 978-2-36512-075-3)
- (2011). Manifeste d'économistes atterés. (avec P. Askenazy, A. Orleans, H. Sterdyniak). Ed. Les liens qui libèrent.  (ISBN 978-2-918597-26-1)
- (2010) Jalons vers un monde possible : redonner des racines à la démocratie, Editions Le Bord de l'eau, 226 p.  (ISBN 978-2356870667)
- (2007) (avec Jennifer Bué, Sylvie Hamon-Cholet et Lydie Vinck) Conditions de travail : une pause à l'intensification du travail, DARES, Premières synthèses, no 01.2
- (2006) "Les conditions de travail des salariés après la réduction de leur temps de travail", DARES, Premières synthèses, no 06.3
- (2005) Démocratie contre capitalisme, Paris, la Dispute, 235 p.  (ISBN 2-84303-111-7)
- (2004) (en coordination avec Jennifer Bué et Isabelle Puech), Conditions de travail : les enseignements de vingt ans d'enquête, Octares
- (2002) Critique de l’organisation du travail, Repères, La Découverte
- (2001) (avec Michel Husson) Avenue du plein emploi, Petits libres ATTAC, Éditions des Mille et une nuits, Paris, 95 p.
- (1999) Le bel avenir du contrat de travail (coord. avec Christophe Ramaux), Appel des économistes pour sortir de la pensée unique, Syros, 1999
- (1998) L'entreprise néolibérale, nouvelle utopie capitaliste ?, La Découverte
- (1997) Pour un nouveau plein-emploi (coord.), Appel des économistes pour sortir de la pensée unique, Syros
- (1993) (avec Michel Husson), Les destins du Tiers-Monde. Quarante ans de développement en perspective, Nathan